# Gal Level
Gal Level là bộ đôi theo dòng âm nhạc R&B đến từ Windhoek, Namibia, gồm Daphne Willibard (sinh ngày 1 tháng 4 năm 1981) và Frieda Haindaka (sinh ngày 1 tháng 2 năm 1984). Họ rất nổi tiếng các nước châu Phi khác, đặc biệt là ở Nam Phi. Cặp đôi này ký kết hợp đồng với các nhà sản xuất thu âm lục địa mang tên Ogopa Deejays của Kenya. Cặp đôi còn được so sánh với nhóm nhạc nữ Destiny's Child tại Hoa Kỳ.

## Sự nghiệp
Cặp đôi này sống với nhau 8 năm tại thành phố Windhoek. Họ bắt đầu sự nghiệp vào cuối những năm 90 của thế kỉ XX với tư cách là thành viên của nhóm hip hop Dungeon Family. Năm 2000, nhóm phát hành một album rồi tan rã. Năm 2003, Daphne Willibard và Frieda Haindaka tái hợp tác với Sula, người quản lý nhóm Dungeon Family. Sula cuối cùng đã ký kết với hãng thu âm Butterfly Entertainment.

### Âm nhạc
Âm nhạc của Gal Level là sự hợp nhất giữa nhạc rhythm & blues, Afro-pop và dancehall. Âm nhạc lấy cảm hứng từ cuộc sống và các vấn đề trong xã hội Namibia, được đón nhận rộng rãi ở miền nam châu Phi. Họ phát hành đĩa đơn đầu tiên "Shake It" vào giữa năm 2004. Đĩa đơn trở thành tiếng vang, giúp họ thu hút rất nhiều người hâm mộ. Bài hát cũng đưa họ lên một tầm cao, được người hâm mộ sánh ngang hàng với nhóm Destiny's Child tại Mỹ. Đĩa đơn thứ hai của họ "Go Back to Her" cũng thành công, giúp Gal Level nhận đề cử Giải thưởng Video âm nhạc Channel O. Trong suốt năm 2004 và 2005, hai bài hát rất nổi tiếng và giành được giải thưởng riêng tại Giải thưởng âm nhạc Sanlam-NBC.

## Danh sách đĩa hát
- 2004: [./https://en.wikipedia.org/wiki/Shake_It_(Gal_Level_album) Shake It]
- 2007: [./https://en.wikipedia.org/wiki/Act_Like_You_Know_(Gal_Level_album) Act Like You Know]

## Giải thưởng
- 2005

Giải thưởng âm nhạc Sanlam-NBC
Nhóm nhạc mới xuất sắc nhấtNhóm R&B xuất sắc nhất
- 2006

Giải thưởng âm nhạc Sanlam-NBC
Nhóm nhạc xuất sắc nhất Nhóm R&B xuất sắc nhất
Giải thưởng âm nhạc Namibia
Nhóm xuất sắc nhất Nhóm R&B xuất sắc nhấtGiọng ca nữ hay nhất
Giải thưởng Video âm nhạc Channel O
Nhóm nhạc mới xuất sắc nhất (đề cử)Nhóm Afro-pop xuất sắc nhất (đề cử)
- 2007

Giải thưởng Video âm nhạc Channel O
Nhóm nhạc châu Phi xuất sắc nhất (đề cử)
- 2008

Giải thưởng Video âm nhạc Channel O
Nhóm nhạc Nam Phi xuất sắc nhất (đề cử)
Video R&B xuất sắc nhất
Giải thưởng Kora
Nhóm nữ Nam Phi xuất sắc nhất (đề cử)